# جزيرة ساو ميغيل
جزيرة ساو ميغيل (بالإنجليزية: São Miguel)‏ وهي جزيرة تقع على المحيط الأطلسي وهي من ضمن جزر الازور وتتبع البرتغال سياسيا عرفت بهذا الاسم نسبتا إلى القديس ميخائيل وتعرف أيضا باسم ذا غرين أيلاند أي الجزيرة الخضراء وفي هذه الجزيرة أكبر عدد من السكان في جزر الازور بحيث يبلغ عدد سكانها 145 ألف نسمة ويعيش أغلبهم في عاصمة الجزيرة مدينة بونتا ديلغادا وتبلغ مساحة الجزيرة 760 كلم مربع مع أرخبيلاتها.

## المناخ
يظهر الجدول التالي التغييرات المناخية على مدار السنة لجزيرة ساو ميغيل:
| البيانات المناخية لـجزيرة ساو ميغيل                              | البيانات المناخية لـجزيرة ساو ميغيل | البيانات المناخية لـجزيرة ساو ميغيل | البيانات المناخية لـجزيرة ساو ميغيل | البيانات المناخية لـجزيرة ساو ميغيل | البيانات المناخية لـجزيرة ساو ميغيل | البيانات المناخية لـجزيرة ساو ميغيل | البيانات المناخية لـجزيرة ساو ميغيل | البيانات المناخية لـجزيرة ساو ميغيل | البيانات المناخية لـجزيرة ساو ميغيل | البيانات المناخية لـجزيرة ساو ميغيل | البيانات المناخية لـجزيرة ساو ميغيل | البيانات المناخية لـجزيرة ساو ميغيل | البيانات المناخية لـجزيرة ساو ميغيل |
| الشهر                                                            | يناير                               | فبراير                              | مارس                                | أبريل                               | مايو                                | يونيو                               | يوليو                               | أغسطس                               | سبتمبر                              | أكتوبر                              | نوفمبر                              | ديسمبر                              | المعدل السنوي                       |
| ---------------------------------------------------------------- | ----------------------------------- | ----------------------------------- | ----------------------------------- | ----------------------------------- | ----------------------------------- | ----------------------------------- | ----------------------------------- | ----------------------------------- | ----------------------------------- | ----------------------------------- | ----------------------------------- | ----------------------------------- | ----------------------------------- |
| الدرجة القصوى °م (°ف)                                            | 20.2 (68.4)                         | 20.4 (68.7)                         | 22.8 (73.0)                         | 22.6 (72.7)                         | 24.0 (75.2)                         | 25.6 (78.1)                         | 28.2 (82.8)                         | 28.8 (83.8)                         | 28.6 (83.5)                         | 26.2 (79.2)                         | 25.5 (77.9)                         | 22.6 (72.7)                         | 28.8 (83.8)                         |
| متوسط درجة الحرارة الكبرى °م (°ف)                                | 16.8 (62.2)                         | 16.6 (61.9)                         | 17.0 (62.6)                         | 17.7 (63.9)                         | 19.1 (66.4)                         | 21.4 (70.5)                         | 23.9 (75.0)                         | 25.3 (77.5)                         | 24.3 (75.7)                         | 21.9 (71.4)                         | 19.4 (66.9)                         | 17.8 (64.0)                         | 20.1 (68.2)                         |
| المتوسط اليومي °م (°ف)                                           | 14.5 (58.1)                         | 14.1 (57.4)                         | 14.5 (58.1)                         | 15.1 (59.2)                         | 16.4 (61.5)                         | 18.6 (65.5)                         | 20.9 (69.6)                         | 22.1 (71.8)                         | 21.4 (70.5)                         | 19.2 (66.6)                         | 16.9 (62.4)                         | 15.4 (59.7)                         | 17.4 (63.4)                         |
| متوسط درجة الحرارة الصغرى °م (°ف)                                | 12.2 (54.0)                         | 11.5 (52.7)                         | 12.0 (53.6)                         | 12.3 (54.1)                         | 13.6 (56.5)                         | 15.8 (60.4)                         | 17.8 (64.0)                         | 19.0 (66.2)                         | 18.4 (65.1)                         | 16.5 (61.7)                         | 14.3 (57.7)                         | 12.9 (55.2)                         | 14.7 (58.4)                         |
| أدنى درجة حرارة °م (°ف)                                          | 4.4 (39.9)                          | 3.5 (38.3)                          | 4.2 (39.6)                          | 5.3 (41.5)                          | 6.6 (43.9)                          | 8.3 (46.9)                          | 11.9 (53.4)                         | 11.9 (53.4)                         | 9.6 (49.3)                          | 8.6 (47.5)                          | 7.4 (45.3)                          | 5.7 (42.3)                          | 3.5 (38.3)                          |
| معدل هطول الأمطار مم (إنش)                                       | 96.9 (3.81)                         | 84.0 (3.31)                         | 87.7 (3.45)                         | 76.7 (3.02)                         | 72.0 (2.83)                         | 39.6 (1.56)                         | 26.6 (1.05)                         | 46.1 (1.81)                         | 91.9 (3.62)                         | 108.5 (4.27)                        | 108.7 (4.28)                        | 146.9 (5.78)                        | 985.6 (38.80)                       |
| متوسط الأيام الممطرة (≥ 0.1 mm)                                  | 19.7                                | 18.4                                | 19.5                                | 17.5                                | 12.2                                | 9.3                                 | 8.9                                 | 8.1                                 | 12.5                                | 16.5                                | 17.9                                | 17.7                                | 178.2                               |
| متوسط الرطوبة النسبية (%)                                        | 82                                  | 82                                  | 81                                  | 79                                  | 80                                  | 80                                  | 78                                  | 79                                  | 80                                  | 80                                  | 82                                  | 83                                  | 80                                  |
| ساعات سطوع الشمس الشهرية                                         | 97                                  | 103                                 | 120                                 | 141                                 | 174                                 | 163                                 | 208                                 | 213                                 | 175                                 | 142                                 | 109                                 | 93                                  | 1٬738                               |
| المصدر #1: Instituto de Meteorologia, Weatherbase (some records) |                                     |                                     |                                     |                                     |                                     |                                     |                                     |                                     |                                     |                                     |                                     |                                     |                                     |
| المصدر #2: NOAA (sun and humidity 1961–1990)                     |                                     |                                     |                                     |                                     |                                     |                                     |                                     |                                     |                                     |                                     |                                     |                                     |                                     |

## أعلام
- مانويل ليما
- كاي كامن
- مارسيل سردان
- جواو رودريغيز كابريلو